# Lars Dahlman
Lars Dahlman, född 27 mars 1705 i Floda socken, Södermanland, död 23 augusti 1764 i Uppsala, var professor i praktisk filosofi vid Uppsala universitet.

## Biografi
Lars Dahlman var son till Erik Isaksson Dahlman och Kristina Hyltén. Fadern var kyrkoherde i Floda socken och kontraktsprost, och modern var dotter till assessorn i Svea hovrätt, Lars Andersson Hylthén och Jacobina Daurer. Efter att ha inskrivits 1722 vid Uppsala universitet, promoverades han 1731 till magister sedan han disputerat för Eric Alstrin och Anders Grönwall. Han anställdes därefter vid filosofiska fakulteten, först vid Lunds universitet och sedan i Uppsala, som adjunkt, reste på utrikes studier med Jöran Gyllenstierna, för att 1747 bli akademisekreterare, och 1748 professor i moral och politik (moralium professor).
Dalman föreläste om folkrätt och utländsk och svensk statsvetenskap, bland annat om Hugo Grotius, statsskicket i Portugal och den svenska regeringsformen. I sin filosofi kom han att påverkas av Christian von Wolff. Han var därmed motståndare till Peter Forsskål; det var på Dahlmans inrådan som dennes Tankar om borgerliga friheten till en början förbjöds tryckning.
Dahlman var gift med Anna Kristina Appelbom.